# Hvězdárna Sorbonny

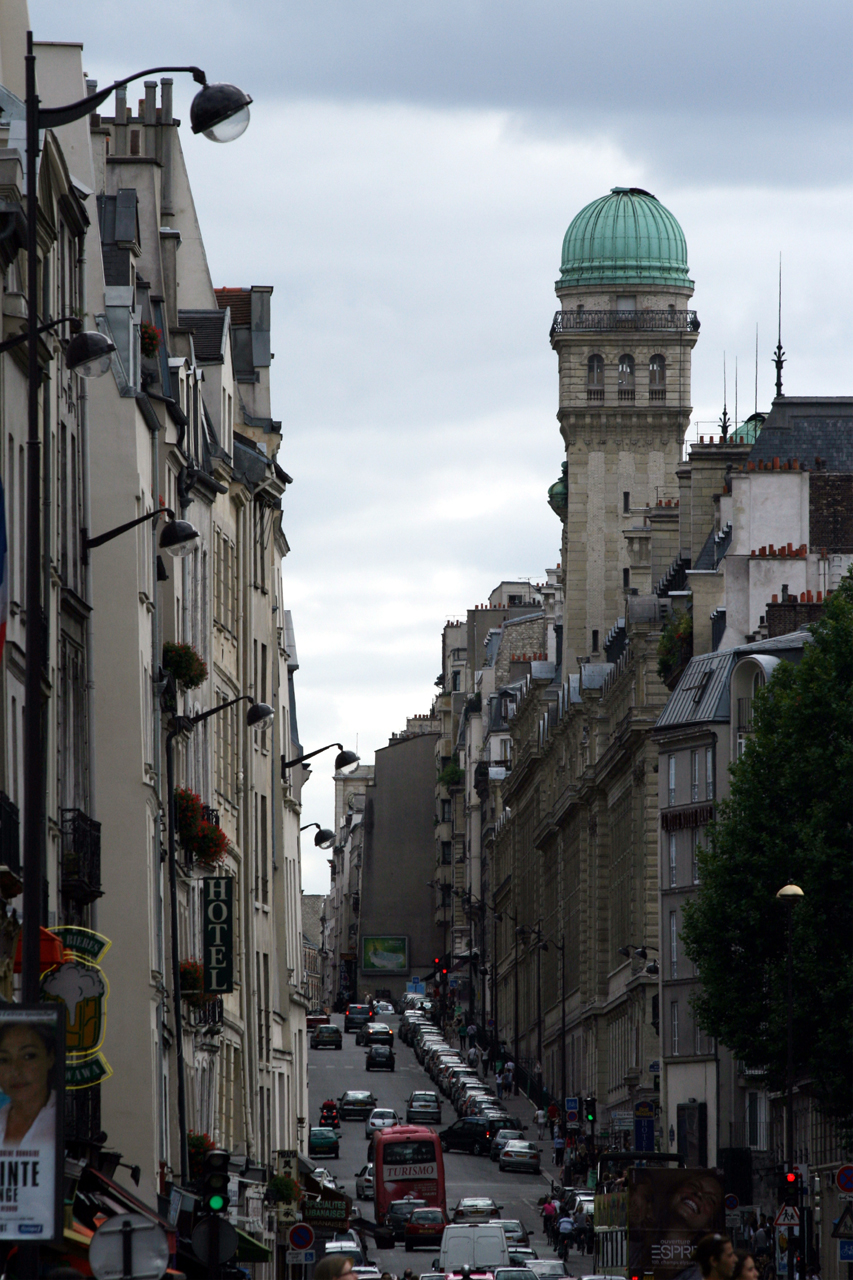
Kopule hvězdárny

Hvězdárna Sorbonny (Observatoire de la Sorbonne) je stará astronomická observatoř umístěná ve věži na střeše Sorbonny v Paříži v ulici Rue Saint-Jacques. Byla vybudována při rekonstrukci budov Sorbony mezi léty 1885 a 1901.
Hvězdárna je vybavena dalekohledem s průměrem 153 mm a 2300 mm ohniskovou vzdáleností. Observatoř je součástí Francouzské astronomické společnosti (Société astronomique de France). Pozorování pro veřejnost se konají každé pondělí a pátek. V téže budově se nachází i optická dílna společnosti, kde se opravují dalekohledy.